# Malawi na Letnich Igrzyskach Olimpijskich 1972
Malawi na Letnich Igrzyskach Olimpijskich 1972 reprezentowało 16 zawodników. Był to pierwszy start reprezentacji Malawi na letnich igrzyskach olimpijskich.

## Skład kadry

### Boks
Mężczyźni
- Shekie Kongo – waga ekstralekka – 9. miejsce
- Jungle Thangata – waga piórkowa – 17. miejsce
- Tatu Chionga – waga lekka – 17. miejsce

### Kolarstwo
Mężczyźni
- Grimon Langson – wyścig indywidualny ze startu wspólnego – nie ukończył
- Raphael Kazembe – wyścig indywidualny ze startu wspólnego – nie ukończył

### Lekkoatletyka
Mężczyźni
- Moustafa Matola – 100 metrów – odpadł w eliminacjach
- Eston Kaonga – 200 metrów – odpadł w eliminacjach
- William Msiska – 400 metrów – odpadł w eliminacjach
- Harry Nkopeka

800 metrów – odpadł w eliminacjach
1500 metrów – odpadł w eliminacjach
- Matthews Kambale – maraton – 56. miejsce
- Daniel Mkandawire – skok wzwyż – 36. miejsce
- Martin Matupi – trójskok – 34. miejsce
- Wilfred Mwalawanda – dziesięciobój – 22. miejsce

Kobiety
- Missie Misomali – 100 metrów – odpadła w eliminacjach
- Mabel Saeluzika – 200 metrów – odpadła w eliminacjach
- Emesia Chizunga

800 metrów – odpadła w eliminacjach
1500 metrów – odpadła w eliminacjach